# Кокорина (Гацко)
Кокорина је насељено мјесто у Херцеговини, у општини Гацко, Република Српска, БиХ. Према попису становништва из 1991. у насељу је живјело 25 становника.  
На основу података са посљедњег пописа из 2013. године у Кокорини живи 10 становника, а то су углавном становници старије животне доби.
Становништво се, с обзиром на надморску висину и климу, углавном бави сточарством и пољопривредом.

## Становништво
Према попису становништва из 1991. године, мјесто је имало 25 становника.
| Демографија | Демографија | Демографија |
| Година      | Становника  | Становника  |
| ----------- | ----------- | ----------- |
| 1961.       | 136         |             |
| 1971.       | 84          |             |
| 1981.       | 48          |             |
| 1991.       | 25          |             |
| 2013.       | 10          |             |

## Знамените личности
Архимандрит Лазар (Аџић), православни архимандрит и игуман манастира Острог.